# Оранчицы

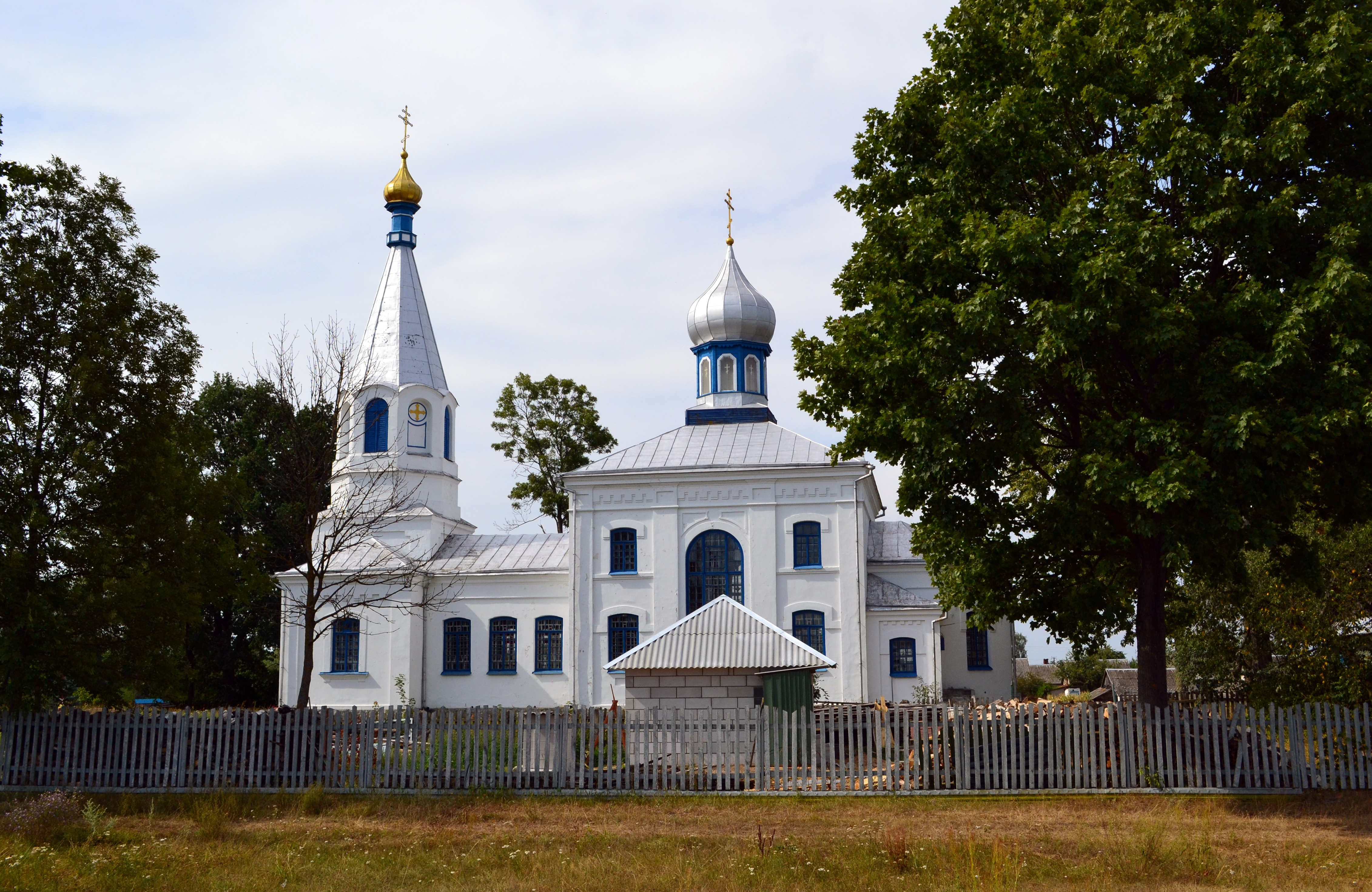
Крестовоздвиженская церковь

Оранчицы (бел. Аранчыцы) — деревня в Пружанском районе Брестской области Беларуси. Входит в состав Линовского сельсовета. Население — 787 человек (2019).

## География
Оранчицы находятся в 11 км к юго-востоку от Пружан. Деревня примыкает с юга к центру сельсовета, агрогородку Линово, два населённых пункта разделены ж/д магистралью Брест — Минск. В деревне есть ж/д станция. Через Оранчицы проходит местная автодорога Пружаны — Линово — Запруды, ещё одна дорога ведёт из Оранчиц в деревню Воротно. Местность принадлежит к бассейну Вислы, в 3 км к западу протекает река Мухавец.

## История
Территория теперешней деревни Оранчицы, во времена короля Сигизмунда Августа, именно при нем в середине 16 века в ВКЛ,  была отдана за заслуги перед отечеством шляхтичу Оранцу.
В 1560 году шляхтич Оранец на этой земле построил деревянный усадебный дом на кирпичном фундаменте вокруг которого посадил сад, в 1600 году Симеон Оранский построил в имении первый деревянный храм, про строительство которой есть интересная легенда. Люди рассказывают,  - " шляхтич Оранец был однажды на охоте, но ничего тогда не поймал. Сильно устал и, решив отдохнуть, сел он под дубом и задремал. Приснилась ему матерь Божья во сне и говорит: скоро здесь, где ты поставил дом, появится крупное поселение, деревня появится. И хорошо бы было, если б ты здесь недалеко церковь построил. Произошло это все в 1564 году."
В этом же году Оранец на том месте, где приснилась матерь Божья, построил деревянную церковь. От того времени деревня и начала называться Оранчицы.  Позже имение перешло к Ижицким, а потом в качестве приданого досталось Игнатию Леженскому, участнику восстания Костюшко.
После третьего раздела Речи Посполитой поселение перешло к Российской империи и вошло в Пружанский уезд Слонимской, затем Литовской и ещё позже Гродненской губернии. Согласно переписи 1897 года насчитывало 523 жителя и 73 двора.
В 1914 году была построена новая, каменная Крестовоздвиженская церковь.
Согласно Рижскому мирному договору (1921) деревня вошла в состав межвоенной Польши. В 1921 году в деревне 371 житель, 71 двор, в поместье 35 жителей, 4 дома. С 1939 года в составе БССР.

## Достопримечательности
- Православная Крестовоздвиженская церковь. Памятник архитектуры неорусского стиля[4]. Церковь включена в Государственный список историко-культурных ценностей Республики Беларусь[5].
- Могила жертв фашизма. В 1971 году установлен обелиск[4].